# Cerbera dumicola
Cerbera dumicola, biljna vrsta iz porodice Apocynaceae. Grm ili manje drvo grmolikog oblika iz roda kerbera. Raste kao endem u australskoj državi Queensland.
Naraste do 4 metra visine. Kora je svijetlosiva, raspucana uzdužno i pomalo ljuskava na višim stablima.